# Robert McHenry
Robert McHenry (St. Louis, 30 de Abril de 1945) é um redator e escritor americano.
McHenry trabalhou desde 1967 na Encyclopædia Britannica da qual foi editor-chefe de 1992 a 1997.

## Obras
- How to Know (2004)